# Clasificación de Cutter
La Clasificación Expansiva de Cutter (EC) es un sistema de clasificación de libros o documentos desarrollado por el bibliotecario estadounidense  Charles Ammi Cutter. Utiliza letras y números para proporcionar un código alfanumérico a los apellidos de los autores/as de los documentos, destinado a establecer la signatura librística. En contraste con la Sistema Dewey de clasificación que sólo utiliza números, y el Sistema de clasificación de la Biblioteca del Congreso de los Estados Unidos de América que utiliza una combinación de letras y números. 
Es una de las más antiguas e influyó sobre otras posteriores, especialmente sobre la Library of Congress Classification.
Esta clasificación se considera fuente de información terciaria al ser un producto documental destinado al control y recuperación de la información.
Cutter dividió las materias en grandes grupos que pueden ampliarse; el resultado de la clasificación es un documento que remite a referencias catalográficas, que a su vez es fuente secundaria de los documentos originales.